# Phương Chi
Phương Chi (폰치, フォンチー, Fonchī, sinh ngày 16 tháng 12 năm 1990) là một thần tượng Nhật Bản gốc Việt.     Thường được mệnh danh là "Thần tượng số 8". Cô là cựu thành viên của nhóm nhạc nữ Nhật Bản Idoling.  Cô là một trong những thành viên ban đầu của nhóm và đã từng là thành viên nổi tiếng nhất của nhóm.  Cô đã phát hành hai cuốn sách ảnh và năm DVD kể từ năm 2008.